# バイカリン
バイカリン（Baicalin）は、フラボノイド配糖体のひとつ。アグリコンはフラボンの骨格を持つバイカレインで、その7位にグルクロン酸が結合したグルクロニドである。

## 存在
ブルースカルキャップ（Scutellaria lateriflora）などのタツナミソウ属（Scutellaria）植物のいくつかの種に含まれている。マーシュスカルキャップ（Scutellaria galericulata）の葉には10 mg/gのバイカリンが含まれている。また同属の中国の薬用植物コガネバナ（Scutellaria baicalensis：Baicalinの語源）を乾燥させた生薬の黄芩の成分でもあり、漢方薬の小柴胡湯や竜胆瀉肝湯にも有効成分として含有される。

## 生化学
プロリルエンドペプチダーゼ阻害剤であり、膵癌細胞においてアポトーシスを誘導する。また、大腸菌が産生するβ-グルクロニダーゼを阻害することも知られている。他にも、抗酸化、抗炎症、抗腫瘍、抗アポトーシス、抗ウイルス、抗菌などの様々な作用が確認されている。